# Saku Savolainen
Saku Savolainen (Iisalmi, 13 agosto 1996) è un calciatore finlandese, attaccante del KuPS.

## Carriera

### Club
Ha giocato nella massima serie finlandese.

## Palmarès

### Club

#### Competizioni nazionali
- Campionato finlandese: 2

KuPS: 2019, 2024
- Coppa di Finlandia: 1

KuPS: 2024